# جون فراي
جون فراي (13 نوفمبر 1961 في المملكة المتحدة - )  (بالإنجليزية: John Fry)‏ هو لاعب كريكت بريطاني. لعب مع Surrey Cricket Board ‏.